# Stazione di Vila Real de Santo António
La stazione di Vila Real de Santo António (in portoghese Estação Ferroviária de Lagos) è il capolinea orientale della ferrovia dell'Algarve che serve la cittadina di Vila Real de Santo António.

## Storia
La stazione fu aperta al traffico il 14 aprile 1906. Questo edificio era situato in un'area allora lontana dalla cittadina e dal fiume, per consentire la futura costruzione di un ponte internazionale, per connettere la rete ferroviaria portoghese a quella spagnola. Tuttavia, ciò creò difficoltà di accesso e rendeva necessario attraversare un'area sabbiosa e paludosa per raggiungere la stazione. Nel frattempo fu elaborato il progetto di una nuova stazione, opera dell'architetto Cottinelli Telmo, realizzato nel 1936.
Il 4 settembre 1945 fu infine inaugurata la nuova stazione.